# یوکا لیتونن
یوکا لیتونن (انگلیسی: Jukka Lehtonen؛ زادهٔ ۲۲ فوریهٔ ۱۹۸۲) یک بازیکن والیبال اهل فنلاند و در حال حاضر کاپیتان تیم ملی والیبال مردان فنلاند است.